# Pier Vittorio Tondelli
Œuvres principales
Les Nouveaux Libertins
Pier Vittorio Tondelli est un écrivain italien né à Correggio le 14 septembre 1955 et mort à Reggio d'Émilie le 16 décembre 1991.

## Œuvres traduites en français
- Pao, Pao, [« Pao, Pao »], trad. de Nicole Sels, Paris, Éditions du Seuil, coll. « Cadre Vert », 1985, 157 p.  (ISBN 2-02-008707-3)
- Les Nouveaux Libertins, [« Altri libertini »], trad. de Nicole Sels, Paris, Éditions du Seuil, coll. « Cadre Vert », 1987, 189 p.  (ISBN 2-02-009748-6)
- Rimini, [« Rimini »], trad. de Nicole Sels, Paris, Éditions du Seuil, coll. « Cadre Vert », 1990, 322 p.  (ISBN 2-02-012091-7)
- Chambres séparées, [« Camere separate »], trad. de Nicole Sels, Paris, Éditions du Seuil, coll. « Cadre Vert », 1992, 234 p.  (ISBN 2-02-012151-4)